# Roberto Menezes
Roberto Menezes (Santa Rita, 1978) é um professor universitário (UFPB) e escritor. Publicou os romances Pirilampos Cegos e O Gosto Amargo de Qualquer Coisa (2008), premiados e editados pelo concurso Novos Escritos da FUNJOPE, João Pessoa - 2007 e 2008. Em 2011, publicou o livro de contos Despoemas. O escritor venceu o Prêmio Prêmio José Lins do Rego da Fundação Funesc do Governo do Estado da Paraíba, onde publicou o romance Palavras que devoram lágrimas. Publicou o romance Julho é um bom mês pra morrer, Editora Patuá (2015). Em 2018, publicou Conversa de Jardim junto com a escritora Maria Valéria Rezende pela editora Moinhos. Em 2019, publica o romance Trago Comigo as Dores de Todos os Homens pela Editora Escaleras (2019).
Roberto Menezes é um dos idealizadores da feira literária FLIPOBRE. 

## Obras
- Pirilampos Cegos (2007)
- O Gosto Amargo de Qualquer Coisa (2008)
- Despoemas (2011)
- Palavras que devoram lágrimas (2013)
- Julho é um bom mês pra morrer (2015)
- Conversa de Jardim (2018)
- Trago comigo as dores de todos os homens (2019)